# Joe Russo (Musiker)
Joe Russo (* 18. Dezember 1976 in Brooklyn, New York City) ist ein US-amerikanischer Schlagzeuger.

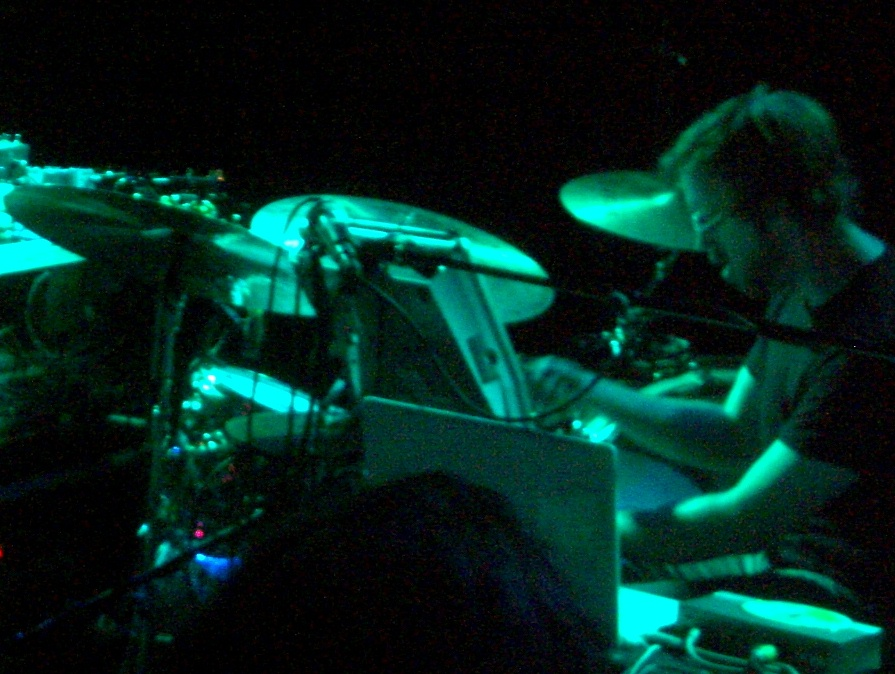
Joe Russo

## Leben
Joe Russo wuchs im Nordbereich von New York City auf, als er mit acht Jahren begann, Schlagzeug zu spielen. Als Fan von Jason Bonham und Kiss wandte er sich zuerst dem Hardrock zu, bevor er im Alter von 13 von seinem Schlagzeuglehrer in weitere Musikbereiche eingeführt wurde.
Bis 1996 studierte er kurzzeitig an der Berklee College of Music, bevor er nach Boulder, Colorado, zog, wo er sich mit mehreren Jazzstudenten der University of Colorado at Boulder zur Jamband Fat Mama zusammentat. Bis 2000 spielte diese Gruppe  zusammen, bevor Russo zurück zu New York nach Manhattan zog. Hier traf er den Keyboarder Marco Benevento wieder, den er von Boston kannte. Der Promoter Jake Szufranowski buchte die beiden zu einer Geburtstagstributparty von Madonna.
Anschließend spielten Russo und Benevento als Benevento/Russo Duo weiterhin zusammen, wobei Russo nebenbei mit Robert Walter von The Greyboy Allstars spielte. Nach zwei Jahren beendete Joe Russo die Zusammenarbeit mit Robert Walter, um sich auf die Arbeit mit Marco Benevento zu konzentrieren. Ab 2004 spielten sie gelegentlich als Trio mit dem Phish-Bassisten Mike Gordon zusammen. Diesem Trio schloss sich Trey Anastasio an, auf dessen Soloalbum „Bar 17“ sie mitwirkten. In dieser Formation traten sie unter den Namen „G.R.A.B.“ auf. Als G.R.A.B. spielte Russo mehrere Male mit Phil Lesh & Friends zusammen. Daraus ergab sich, dass Russo der Band Furthur von Lesh und Bob Weir beitrat.
Kurzfristig spielte Russo ebenfalls in den Bands A BIG YES... and a small no und American Babies. Während seiner Arbeit als Fat Mama und Benevento/Russo Duo gewann er 2000 und 2005 (jeweils als Band) den Jammy Award.
2013 gründete er Joe Russo's Almost Dead, die die Musik der Grateful Dead interpretiert. Ebenfalls seit 2013 spielt er regelmäßig auch auf Aufnahmen und bei Live-Auftritten von Shpongle.

## Diskografie

### Fat Mama
- Mamatus (1997)
- *Loadstar 8.1 (2000)[2]

### A BIG YES... and a small no
- Jesus That Looks Terrible on You (2008)[3]

### American Babies
- American Babies (2008)[4]

### Benevento/Russo Duo
- Debut Album (2002)
- Darts (2003)
- Best Reason to Buy the Sun (2005)
- Live at Bonnaroo 2005 (2005)
- Play Pause Stop (2006)
- Play Pause Stop [Japan] (2006)[5]